# Otroea cinerascens
Otroea cinerascens là một loài bọ cánh cứng trong họ Cerambycidae.